# افرای یینکون
افرای یینکون (نام علمی: Acer yinkunii) نام یک گونه از سرده افرا است.